# Palazzo Barracco (Napoli)
Il palazzo Barracco è un edificio di valore storico e architettonico di Napoli, ubicato in via Monte di Dio.

## Storia
Il palazzo venne costruito nella seconda metà del XVI secolo dalla famiglia Doria del Carretto che vantava altre proprietà in quella porzione della collina di Pizzofalcone. Nel 1587 venne ceduto ai monaci teatini di Santa Maria degli Angeli. Nel 1658 il palazzo fu acquistato dalla famiglia dei Caracciolo di Brienza che lo tenne a lungo, come testimoniato dalla relazione censuaria di Antonio Galluccio del 1689 e dal Catasto voluto da Gioacchino Murat all'inizio del XIX secolo. L'edificio divenne la dimora napoletana della ricchissima famiglia calabrese dei Barracco a partire dal 1834, grazie al matrimonio tra il barone Alfonso Barracco e Emilia Carafa di Colubrano, erede universale del patrimonio della cognata Giulia Caracciolo di Brienza. Nel secondo dopoguerra avvenne la trasformazione del palazzo da dimora nobiliare a condominio per famiglie della "buona" borghesia.

## Descrizione
Il palazzo presenta un aspetto neoclassico, conferitagli con ogni probabilità dai rifacimenti commissionati dai Barracco. La facciata presenta un portale in pietra a tutto sesto con elemento decorativo sulla sommità e un basamento in bugnato liscio alto due piani; mentre il piano nobile presenta finestre con timpani arcuati dentro i quali sono collocate delle conchiglie ornamentali in stucco. A sinistra dell'androne (voltato a crociera) vi è una semplice scala in marmo che conduce agli interni. Soffitti a cassettoni e stucchi dorati ornano vari ambienti del primo e del secondo piano.